# Anaglyptus humerosus
Anaglyptus humerosus là một loài bọ cánh cứng trong họ Cerambycidae.